# WNBC
WNBC - (znana też jako 4 New York) sztandarowa stacja lokalna należąca do sieci NBC nadająca w Nowym Jorku. Właścicielem jej jest korporacja NBC Universal, właściciel sieci telewizyjnej NBC. Wraz z NBC i MSNBC zajmuje obszary biurowe w GE Building znajdującym się przy 30 Rockefeller Center w Nowym Jorku. Nadajnik jest na Empire State Building od 2005 roku i ma moc 200,2 kW. Wcześniej znajdował się na World Trade Center, po zniszczeniu nadajnika 11 września 2001 nadawano z Armstrong Tower w Alpine w stanie New Jersey. W naziemnej telewizji cyfrowej nadaje na kanale 4.

## News 4 New York
Redakcja informacyjna produkuje kilka audycji w ciągu dnia emitowanych na głównej antenie oraz kanał informacyjny New York Nonstop. Na antenie WNBC emitowane są trzy wydania dziennie
- - Today in New York - poranny program między 4.30, a 7.00
  - News 4 at 5PM - wydanie popołudniowe między 17.00, a 18.00
  - News 4 at 6PM - wydanie popołudniowe między 18.00, a 18.30
  - News 4 at 11PM - wydanie wieczorne o 23.00

## Telewizja cyfrowa
Sygnał cyfrowy tej stacji jest rozdzielony na podstacje:
| Wirtualny kanał (z PSIP) | Kanał bez PSIP | Rozdzielczość | Format obrazu           | Program              |
| ------------------------ | -------------- | ------------- | ----------------------- | -------------------- |
| 4.1                      | 28.1           | 1080i         | 16:9                    | NBC                  |
| 4.2                      | 28.2           | 480i          | 4:3 z letterboxem, 16:9 | NBC New York Nonstop |
| 4.4                      | 28.4           | 480i          | 4:3                     | Universal Sports     |